# Deviants
De Deviants vormen een fictief humanoïde ras uit de comics van Marvel Comics. Ze verschenen voor het eerst in The Eternals #1 uit juli 1976, geschreven en getekend door Jack Kirby. Hoewel ze evolutionair verwant zijn aan de mens, hebben ze allemaal mutaties die ze daarvan doen afwijken.

## Achtergrond
Celestials bezochten circa vijf miljoen jaar v.Chr. de aarde en deden er genetische experimenten op de voorouders van de Homo sapiens. Hiermee zorgden ze ervoor dat er twee extra rassen evolueerden. Het ene groeide uit tot de Eternals en het andere tot hun aartsvijanden, de Deviants. De experimenten maakten het bovendien mogelijk dat ook mensen door mutaties superkrachten zouden kunnen ontwikkelen.
Waar Eternals beschikken over enorme bovennatuurlijke gaven en vermogens en naar menselijke standaarden fysiek nagenoeg perfect zijn, vormen de Deviants de andere kant van de medaille. Ieder van hen heeft een unieke fysieke en/of uiterlijke mutatie, waardoor de meesten eerder monsterlijk of buitenaards ogen dan verwant aan de mensheid. De mutaties zorgen bij een aantal Deviants voor verschillende bovennatuurlijke vermogens. Deze halen het alleen bij die van de Eternals. Degenen bij wie de vervormingen het zwaarst zijn, worden binnen de eigen kringen mutates genoemd en als minderwaardig beschouwd. De Deviants beschikken over geavanceerde technologie die ver voorloopt op die van de mensheid.
De Deviants verafgoden de afvallige Dreaming Celestial. Ze beschouwen hem als de schepper van hun ras en zijn ervan overtuigd dat hij hen de aarde heeft toegekend. Hun pogingen om die te veroveren worden alleen gedwarsboomd door de Eternals, die het als hun levensdoel zien om de aarde te beschermen.

## In andere media

### Marvel Cinematic Universe
Het ras de Deviants maakt een verschijning in de film Eternals uit 2021. Deze film maakt deel uit van het Marvel Cinematic Universe. In deze film vormen de Deviants een grote dreiging voor de Eternals met Kro the Deviant als hoofdschurk. Kro wordt in de film gespeeld door Bill Skarsgård. 